# Réserve naturelle régionale du bas-marais tourbeux de la Basse Goulandière
La réserve naturelle régionale du bas-marais tourbeux de la Basse-Goulandière (RNR230) est une réserve naturelle régionale située en Pays de la Loire. Classée en 2011, elle occupe une surface de 38 hectares et protège une zone humide de la Sarthe.

## Localisation

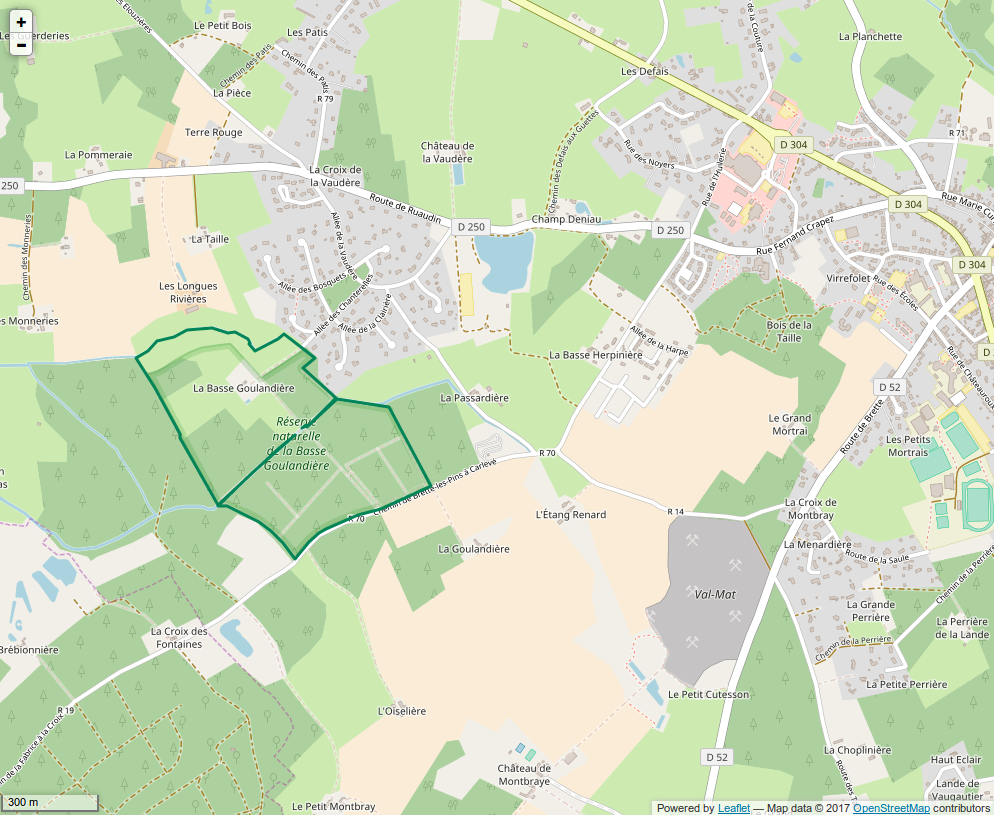
Périmètre de la réserve naturelle.

À 12 km au sud-est du Mans, le territoire de la réserve naturelle est dans le département de la Sarthe, sur la commune de Parigné-l'Évêque et en bordure du ruisseau Roule-Crottes.

## Histoire du site et de la réserve
Le site est propriété de la commune depuis 1966. Celles-ci a délégué la gestion au conservatoire d'espaces naturels de la Sarthe depuis 1997. Il a fait l'objet d'un agrément en réserve naturelle volontaire le 18 décembre 2001, ce classement a pris fin  au début des années 2000, sous l'effet de la loi « Démocratie de proximité » de 2002. Le 28 janvier 2011, le bas-marais tourbeux de la Basse Goulandière est de nouveau classé Réserve naturelle régionale par délibération du conseil régional à la suite d'un avis favorable du CSRPN.

## Écologie (biodiversité, intérêt écopaysager…)
Le site protège un des bas-marais alcalin de la Sarthe. On y trouve également des milieux humides et secs en périphérie : marais, landes et boisements. Le marais a un rôle important d'épuration et de stockage des eaux.

### Flore
La flore compte 7 espèces protégées : le Rossolis à feuilles rondes, la Parnassie des marais, la Pédiculaire des marais, le Troscart des marais, la Gentiane pneumonanthe, le Sélin à feuilles de carvi et la Grassette du Portugal.

### Faune
La faune compte 12 espèces protégées au niveau national dont 2 espèces patrimoniales : l'Agrion de Mercure et le Triton crêté. On compte 39 espèces de papillons de jour et 25 espèces d’odonates. Onze espèces de chauve-souris (dont 4 menacées) fréquentent le site.

## Intérêt touristique et pédagogique
L'accès au site est autorisé dans le respect de la réglementation. Des allées forestières permettent de le parcourir à partir du côté est.

## Administration, plan de gestion, règlement
La réserve naturelle est gérée par la commune de Parigné-l'Évêque.

### Outils et statut juridique
La réserve naturelle a été créée par une délibération du Conseil régional du 28 janvier 2011.
Le site fait également partie du SIC FR5200647 « Vallée du Narais, forêt de Bercé et ruisseau du Dinan ».